# Дучув-Мали
Дучув-Мали (пол. Duczów Mały, нім. Klein Deutschen) — село в Польщі, у гміні Волчин Ключборського повіту Опольського воєводства.
Населення — 62 особи (2011).
У 1975-1998 роках село належало до Опольського воєводства.

## Демографія
Демографічна структура станом на 31 березня 2011 року:
|          | Загалом | Допрацездатний вік | Працездатний вік | Постпрацездатний вік |
| -------- | ------- | ------------------ | ---------------- | -------------------- |
| Чоловіки | 34      | 9                  | 20               | 5                    |
| Жінки    | 28      | 4                  | 18               | 6                    |
| Разом    | 62      | 13                 | 38               | 11                   |